# Фармерсвил (Охајо)
Фармерсвил (енгл. Farmersville) град је у америчкој савезној држави Охајо.

## Демографија
По попису из 2010. године број становника је 1.009, што је 29 (3,0%) становника више него 2000. године.
| Група             | 2000.       | 2010.       |
| Белци             | 967 (98,7%) | 983 (97,4%) |
| Афроамериканци    | 2 (0,2%)    | 0 (0,0%)    |
| Азијати           | 1 (0,1%)    | 2 (0,2%)    |
| Хиспаноамериканци | 5 (0,5%)    | 6 (0,6%)    |
| Укупно            | 980         | 1.009       |